# We wish you a merry Christmas (The Cats)
We wish you a merry christmas is een muziekalbum van The Cats uit 1975.
Op het album staan meerdere nieuwe nummers van eigen hand, maar ook klassiekers zoals Silent night (Stille nacht) en White christmas. Ook staat een van de eerste nummers erop, Ave Maria no morro, dat The Cats nog in de tijd van Durlaphone uitbrachten. Verder werkten songwriters mee als Henny Vrienten (later bij Doe Maar) en Karel Hille (bekend van het weekblad Story).
Het album stond vier weken in de Albumlijst en behaalde nummer 22 als hoogste positie. Er verschenen in de loop van de jaren nog verschillende versies onder andere namen, zoals Silent night, Night of glory en in 2004 de geremasterde cd Christmas with The Cats. Ook is het te vinden in de cd-box Complete uit 2014.
In 2015 werd ter ere van het 40-jarig jubileum een nieuwe uitgave van het album op de markt gebracht door Paso Records. Dit album bevat de originele 13 songs inclusief twee bonustracks. De bonustracks bestaan uit een verkorte versie van Lonely Christmas waarin een kerstgroet is verwerkt en Love is a golden ring in een kerstversie. 

## Nummers
| Nummer | Naam                  | Geschreven door                                 | Duur | Opmerkingen |
| --- | --------------------- | ----------------------------------------------- | ---- | ----------- |
| A1 | Silent night          | Erik van der Wurff (bewerking)                  | 3:17 |             |
| A2 | Dear Lord             | Cees Veerman                                    | 3:48 |             |
| A3 | Ave Maria no morro    | Herivelto Martins                               | 3:35 |             |
| A4 | Lonely Christmas      | Arnold Mühren, Piet Veerman, Marnec en Nail Che | 4:20 |             |
| A5 | Mary's boychild       | Jester Hairston                                 | 3:52 |             |
| A6 | Night of glory        | Piet Veerman en Nail Che                        | 3:40 |             |
| B1 | White christmas       | Irving Berlin                                   | 2:18 |             |
| B2 | Lights of Magdala     | Larry Murray                                    | 3:45 |             |
| B3 | Sweet wine            | Henny Vrienten                                  | 2:25 |             |
| B4 | A new born baby       | Arnold Mühren en Marnec                         | 3:35 |             |
| B5 | The wise man          | Piet Veerman en Nail Che                        | 4:10 |             |
| B6 | Christmas war         | Jaap Schilder en Karel Hille                    | 3:38 |             |
| B7 | Merry Christmas Cindy | Henny Vrienten                                  | 3:30 |             |
| Later zijn er van dit album opnieuw versies op cd uitgebracht waarop bonustracks staan. Deze cd is net als alle andere platen van The Cats in 2014 opgenomen in het verzamelwerk Complete. Op deze uitgave waren in tegenstelling tot de meeste andere cd's echter geen bonustracks aanwezig. |                       |                                                 |      |             |